# Cyligramma raboudou
Cyligramma raboudou är en fjärilsart som beskrevs av Lucas 1872. Cyligramma raboudou ingår i släktet Cyligramma och familjen nattflyn. Inga underarter finns listade i Catalogue of Life.

## Bildgalleri

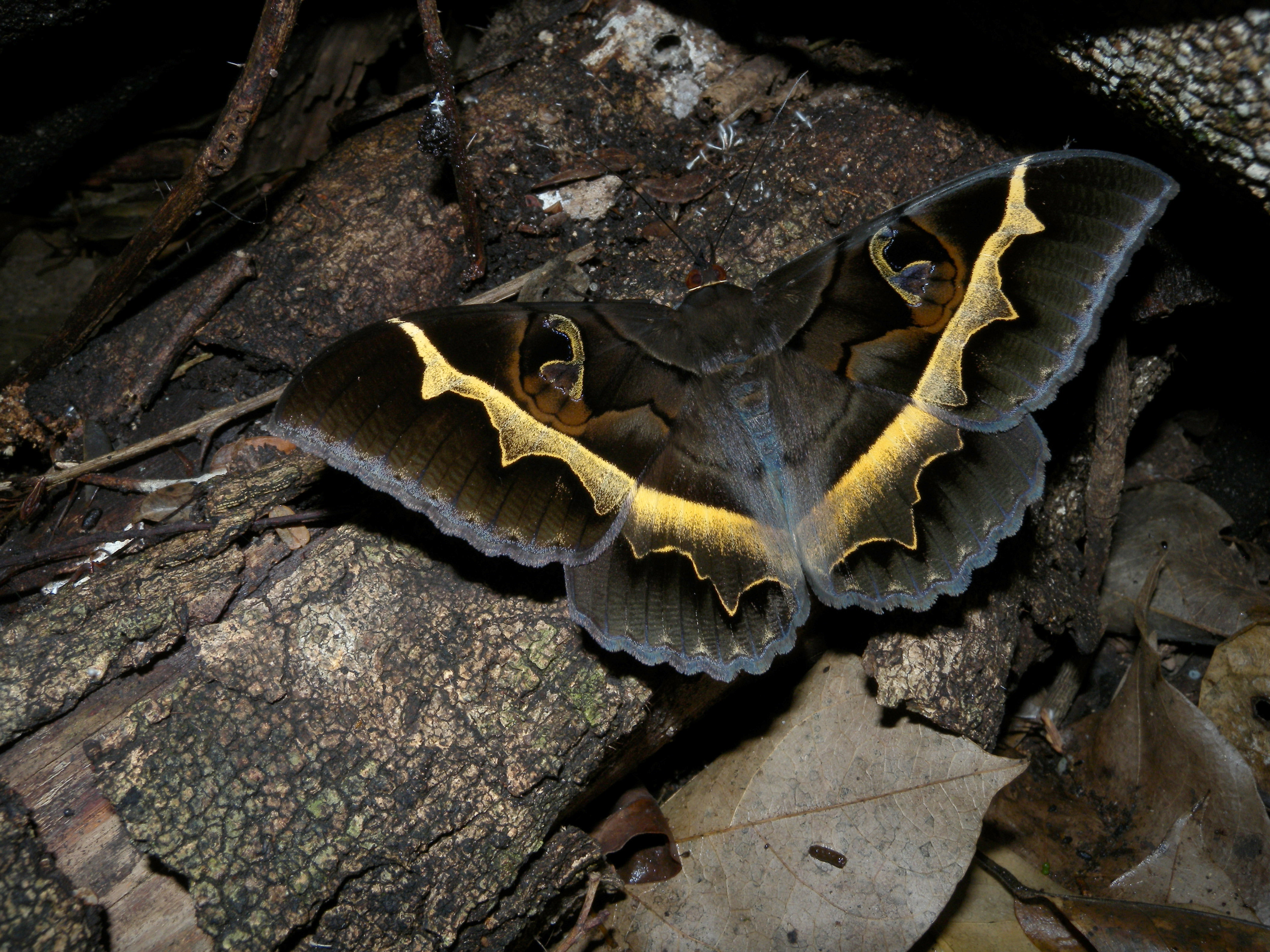